# Головин, Михаил Петрович Меньшой
Михаи́л Петро́вич Меньшо́й Голови́н (ум. 4 февраля 1565) — окольничий и воевода в царствование Ивана Грозного.

## Биография
В 1551 году посылался в Мещовск.
В апреле того же года прислан из Рязани 2-м воеводой при князе Александре Ивановиче на реке Проня возводить крепость Михайлов.
В 1552 отправлен из Казани к Арскому полю головой в сторожевом полку.
В 1554 назначен 2-м воеводой в Коломну.
В апреле того же года послан с ханом Дервиш-Али к Астрахани в большой полк 2-м воеводой.
В 1555 году будучи 2-м наместником в Путивле Головин прислал в Москву сообщение о передвижении в Поле больших масс конницы хана Девлет-Гирея.
В 1556 послан 2-м воеводой из Новгорода на шведов к Выборгу с полком левой руки.
В 1557 отправлен в Калугу с полком левой руки против татар.
Зимой 1558 послан в Ливонию с полком левой руки 2-м воеводой, а после взятия г. Юрьева русским войском был оставлен там вылазным воеводой.
Зимой 1559/1560 ходил оттуда на ливонских немцев.
В 1560 — 2-й воевода в Туле. В том же году, по получении сообщения из Рыльска о 20-тысячном отряде татар на реке Уды, — 2-й воевода полка левой руки в Туле.
В 1562 отправлен на год 3-м воеводой в Смоленск.
Казнён 4 февраля 1565 по приговору боярского суда о государственной измене.

## Семья
Отец: Головин, Пётр Иванович (ум. после 1535) — русский государственный деятель, боярин и казначей.
Мать: Одоевская, Мария Васильевна — дочь воеводы и боярина князя Василия Семёновича Швиха Одоевского.
Братья и сёстры:
- Иван — казначей и окольничий;
- Василий — воевода и окольничий;
- Пётр (ум. 1565) — окольничий и воевода;
- Михаил (умер молодым);
- Алексей (ум. 1544) — убит казанскими татарами в Гороховце);
- Даниил;
- Анастасия — жена боярина князя Александра Борисовича Горбатого-Шуйского (казненного царем в 1565 году).

Михаил Петрович Головин в родословцах показан бездетным, что косвенно подтверждает показание Курбского о том, что он был казнён, вероятно, вместе с братом.